# 高田明 (医師)
高田 明（たかだ あきら）は、日本の医師（脳神経外科）。熊本県出身。

## 経歴
熊本県立玉名高等学校、熊本大学医学部卒業。
2006年より熊本市立熊本市民病院に勤務し、脳神経外科部長、診療部長、首席診療部長、副院長などを歴任した。
2013年に熊本市民病院の院長に就任し、2022年に退任するまで9年間務めた。